# Aérodrome de Coto 47
L'aérodrome de Coto 47 (code IATA : OTR • code OACI : MRCC) est un aéroport qui dessert Coto 47, au Costa Rica. Il est situé dans la province de Puntarenas, à la proximité de la frontière panaméenne. L'aéroport rend accessible des endroits tels que les Pavones, Sabalos, Neily et Playa Zancudo. 

## Situation
| \| 50 km1:1 721 000 \| Bahia Drake Barra del Colorado Coto 47 Golfito Nosara Palmar Sur Puerto Jiménez Punta Islita Quépos San Isidro de El General Tamarindo Tambor Tortuguero Libéria San José T. Bolaños Limón San José-J.-Santamaría |
| 50 km1:1 721 000 |

## Compagnies et destinations
| Compagnies     | Destinations                    |
| -------------- | ------------------------------- |
| Sansa Airlines | Golfito, San José-J. Santamaría |

Édité le 30/12/2018